# 岸辺露伴は動かない 懺悔室
『岸辺露伴は動かない 懺悔室』はは荒木飛呂彦の漫画作品『岸辺露伴は動かない』第1話「エピソード#16 懺悔室」を原作とする日本映画。2025年5月23日に公開された。

## 概要
荒木飛呂彦の漫画作品『岸辺露伴は動かない』をテレビドラマ化した『岸辺露伴は動かない』、および2023年に公開された『岸辺露伴 ルーヴルへ行く』に続く映画化第2作であり、スタッフ・キャストはテレビドラマ、映画第1作から続投している。
全編にわたりヴェネツィアでのロケが行われており、撮影は2024年秋に行われた。

## あらすじ
ヴェネツィアの大学で行われる講演会に招かれた岸辺露伴は掏りの男たちを退治したことが縁となり手作りのヴェネツィアマスク職人・マリアと知り合う。職人として最高の作品を産み出そうとしているマリアに露伴は自身も同じクリエイターとして共感する。
教会で懺悔室に露伴が入ってみると、男が入ってきて、告解を始める。放浪旅行中に所持金を盗まれた男・水尾は建物の解体現場で肉体労働に従事していた。そこへ病気になり身体を壊して何日も食べていないという日本人の浮浪者・ソトバが現れ食物を乞う。水尾は自分の仕事を手伝えば食物を分けると言うが、ソトバは重い瓦礫を抱えて階段から落ち、死亡してしまう。死亡直後、ソトバは水尾の足に縋り付き、「水尾が幸福の絶頂を迎えた時に絶望を味わう」と言い。その後、水尾は様々な幸運に恵まれるようになる。宝くじに当選し、事業は当たり、俳優のイタリア美女と結婚し娘をもうける。そんなある日、娘の姿に幸せを感じていると「幸福の絶頂」を迎えたとしてソトバが現れる。逆恨みだと反論したため、ソトバから「ポップコーンを街灯より高く投げ、それを口で3回連続でキャッチできなかったら絶望を受け入れろ」とチャンスを与えられるが、3回目で失敗し殺されてしまう。
水尾が殺されたのに、いま告解に来ていることに疑問を抱いた露伴は、ヘブンズ・ドアーを男に用いて、男の過去から真実を読み解く。実は殺されたのは報酬と引き換えに自分と同じ顔に整形させた日系イタリア人の執事であったのだ。逆に自分はその執事の顔に整形していた。告解に来た男・田宮は死んだ水尾から「娘が幸福の絶頂を迎えた時に絶望を味わう」と言われており、娘が結婚式を挙げることになったので、田宮は告解に教会を訪れたのであった。
田宮の娘というのが、ヴェネツィアマスク職人のマリアであり、マリアの結婚相手が露伴を招いたヴェネツィアの大学の理事であるロレンツォであった。そして、露伴と編集の泉にも次々を幸運が舞い込み始める。カフェテラスで作ったのに注文がキャンセルになったからと言って料理を無料でふるまってもらったり、喧嘩したカップルからオペラ『リゴレット』のチケットをもらったり。たが、露伴の漫画『ピンクダークの少年』のイタリア語版、フランス語版などの増刷が次々と舞い込んできたことで、露伴は憤慨する。「自身の漫画作品は自身の手で人気を獲得する。幸運などによる手助けは無用だ。」と。
露伴は幸運の助けもあり、田宮が娘の結婚式を妨害するために男たちを雇ったところに遭遇し、男たちにヘブンズ・ドアーで細工を行う。
マリアとロレンツォは結婚式を挙げる日付と教会を変更したが、田宮と男たちの知るところとなり、挙式中にロレンツォを男が撃ったが、それをマリアがかばい、マリアのウエディングドレスは血の色に染まる。教会にたどりついた露伴はロレンツォには防弾チョッキを着せていたのに詰めが甘かったと悔い、田宮は愛する娘を亡くしたことで絶望する。
田宮が教会を立ち去った後、マリアは目を開ける。泉が「絶望とは（田宮が）死ぬことだろうか」と言ったことと、『リゴレット』の内容にヒントを得て、田宮を絶望させ呪いを成就させるための芝居であったのだった。

## キャスト
- 岸辺露伴：高橋一生[1]
- 泉京香：飯豊まりえ[1]
- マリア：玉城ティナ[2]
- ソトバ：戸次重幸[2]
- 水尾：大東駿介[2]
- ロレンツォ・グリマーニ：Andrea Bellacicco
- 田宮：井浦新[2]

## スタッフ
- 原作：荒木飛呂彦『岸辺露伴は動かない 懺悔室』（集英社ジャンプ コミックス刊）[1]
- 監督：渡辺一貴[1]
- 脚本：小林靖子[1]
- 音楽：菊地成孔 / 新音楽制作工房[1]
- 人物デザイン監修・衣装デザイン：柘植伊佐夫[1]
- 製作：牟田口新一郎、中村高志、和田佳恵、平賀大介、瓶子吉久[3]
- エグゼクティブプロデューサー：豊島雅郎[3]
- プロデューサー：土橋圭介、ハンサングン[3]
- 撮影：山本周平、田島茂[3]
- 照明：鳥内宏二[3]
- 録音・整音：高木創[3]
- 美術：Francesca Noia[3]
- 美術監修：磯貝さやか[3]
- 衣装制作チーフ：玉置博人[3]
- スタイリスト：羽石輝[3]
- ヘアメイク：荒木美穂、金山貴成[3]
- 特殊メイク・造形：梅沢壮一[3]
- 助監督：田中峰弥、Lorenzo De Nicola[3]
- 編集：鈴木翔[3]
- CG：菅原悦史[3]
- サウンドデザイナー：谷口広紀[3]
- プロデューサー (Italian Production)：Margherita Savarese[3]
- ラインプロデューサー：桐山優衣、Fabrizio Cerato[3]
- 配給：アスミック・エース[1]
- 制作プロダクション：NHKエンタープライズ、P.I.C.S.[1]
- 製作：「岸辺露伴は動かない 懺悔室」製作委員会（アスミック・エース、NHKエンタープライズ、テレビ東京、P.I.C.S.、集英社）[1]

## 評価

### 興行成績
初週週末におけるデータは以下の通り。
- 興行収入 - 2.6億円
- 観客動員数 - 17.7万人
- 興行ランキング - 第3位
  - 邦画実写 - 第1位

### 劇伴の生成AIの使用に対する反響
本作の劇伴を制作した菊地成孔および新音楽制作工房は、大半の楽曲の制作に際して生成AIを使用しており、これについてSNS上では賛否両論が巻き起こった。2025年6月14日、菊池は「新音楽制作工房」のウェブサイトで声明を発表し、AIを用いた目的や理由を説明した。菊池は声明の中で音楽生成AIそのものに違法性はなく、制作のためのツールの1つであるという認識を示した。また、菊池はAIでしか実現できない新たな表現領域の追及が利用目的だとし、コストカットなどではないと述べている。

## イベント
2025年5月24日から、バンダイナムコアミューズメントは、映画『岸辺露伴は動かない 懺悔室』の世界を体感できるイベント「岸辺露伴は動かない 懺悔室 体験型イベント」を「バンダイナムコ Cross Store 横浜」で開催している。